# Dendrobium bigibbum
Dendrobium bigibbum (Дендробиум двугорбый, или Дендробиум фаленопсис, или Дендробиум мотыльковый) — вид многолетних трявянистых растений семейства Орхидные (Orchidaceae).

## Синонимы
По данным Королевских ботанических садов в Кью:
- Callista bigibba (Lindl.) Kuntze, 1891
- Vappodes bigibba (Lindl.) M.A.Clem. & D.L.Jones, 2002
- Dendrobium sumneri F.Muell., 1868
- Dendrobium phalaenopsis Fitzg., 1880
- Dendrobium bigibbum var. phalaenopsis (Fitzg.) F.M.Bailey, 1883
- Callista phalaenopsis (Fitzg.) Kuntze, 1891
- Callista sumneri (F.Muell.) Kuntze, 1891
- Dendrobium lithocola D.L.Jones & M.A.Clem., 1989
- Vappodes lithocola (D.L.Jones & M.A.Clem.) M.A.Clem. & D.L.Jones, 2002
- Vappodes phalaenopsis (Fitzg.) M.A.Clem. & D.L.Jones, 2002

## Распространение,экология
Австралия, Новая Гвинея, остров Тимор, Сингапур, Индонезия и Молуккские острова.
Встречается на высотах от 0 до 400 метров над уровнем моря. Эпифиты и литофиты в местообитаниях с умеренной интенсивностью света.
Dendrobium bigibbum относится к прото- или гемиэпифитам. Своеобразными резервуарами для накопления пластических веществ и влаги служат мясистые туберидии. Клон Dendrobium bigibbum представляет собой безисимподиальную систему многолетних вегетативных побегов, которые ежегодно формируются из пазушных почек, расположенных в нижней части побега предыдущего года вегетации.

## Ботаническое описание
Крупное симподиальное полулистопадное, полиморфное растение.
Туберидии веретеновидные, заметно утолщённые в средней части, слегка наклоняющиеся, высотой до 150 см, диаметром до 2,5 см. Верхняя часть туберидия несёт поочередно расположенные листья, нижняя покрыта их влагалищами.
Листья широколанцетные, кожистые, длиной до 5 см, шириной до 2 см; продолжительность жизни листа 3—4 года.
Соцветие метельчатое, многоцветковое, формирующееся из верхних пазушных почек туберидия, длиной до 40 см.
Цветки могут быть белыми, голубоватыми или розоватыми. Цветет с января по июль.
Плод — обратнояйцевидная блестящая, трёхрёберная коробочка, длиной до 3,5 см, диаметром 1,8 см. Масса плода 4—5 г. Период созревания семян 170—180 дней. В 1 коробочке содержится около 500000 семян.

## Систематика

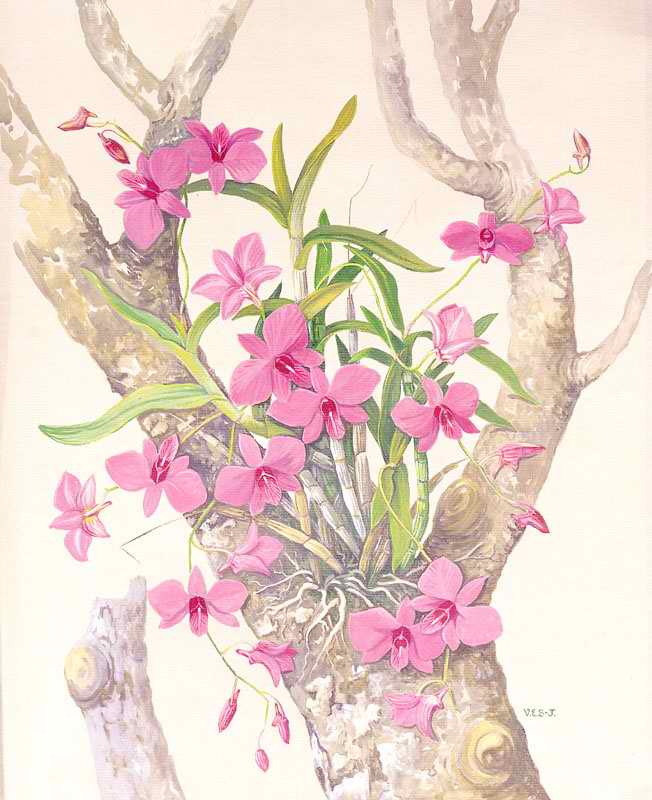

Последние десятилетия дебатируется вопрос о таксономической принадлежности и статусе вида. Некоторые авторы рассматривают его, как три самостоятельных вида: Dendrobium bigibbum, Dendrobium phalaenopsis, Dendrobium lithocola. Или комплекс видов (Dendrobium Bigibbum complex). В наиболее значимых публикациях Dendrobium bigibbum описывается, как один вид имеющий несколько форм.

## В культуре
Температурная группа тёплая.
Искусственно создаваемый суточный перепад температур 8—10 °C способствует инициации генеративных почек.
В качестве субстрата используют смесь из лесной подстилки лиственных пород деревьев и кусочков коры сосны (1:1). Посадка производится в пластиковые или глиняные горшки небольшого размера.
Массовое цветение сеянцев и растений полученных в результате мериклонального размножения наступает на 5-й год культивирования.
Хотя в настоящее время систематики рассматривают Dendrobium phalaenopsis, как синоним Dendrobium bigibbum, некоторые авторы считают, что культурные рекомендации для Dendrobium phalaenopsis и Dendrobium bigibbum различны. Проблемы с цветением растений могут быть обусловлены различиями в требованиях к температуре у представителей различных географических популяций.
Dendrobium phalaenopsis. Свет: 3000-4500 FC. Температуры: средние летние дневные 29—30 °C, ночные 22 °C. Относительная влажность воздуха 65—75 %. Полив регулярный в период активной вегетации. После цветения полив сокращают. В период покоя средняя дневная температура 24—26 °C, ночная 17—19 °C. Субстрат должен полностью просыхать между поливами.
Dendrobium bigibbum. Свет: 3000-4000 FC. Температуры: средние дневные на протяжении всего года 28—32 °C, ночные 23—26 °C. Относительная влажность воздуха 70—80 %. Полив регулярный в период активной вегетации. После цветения полив постепенно сокращают. Во время периода покоя растения поливают редко.
Отлаженная агротехника выращивания гибридов созданных на основе Dendrobium bigibbum позволяет получать цветущие растения в относительно короткие сроки. Так например, на тайваньских фермах выращивающих растения на срезку, цикл от извлечения их колбы до зацветания занимает 8-9 месяцев.

## Культура и искусство
Администрация штата Квинсленд при подготовке к празднованию «Столетия штата» организовала голосование по выбору цветочной эмблемы. Искали растение, которое — произрастало только на территории штата, легко культивировалось и по окраске было близко к официальному цвету — бордо (maroon). На это звание, кроме Дендробиум фаленопсис, претендовали ещё три растения — Schefflera actinophylla, Stenocarpus sinuatus и Grevillea banksii.
Брисбенская газета Курьер-Мэйл провела среди своих читателей опрос, в результате которого было выбрано 13 растений, при этом Дендробиум фаленопсис вышел на первое место, Grevillea banksii — на второе, на третьем оказался Молочай красивейший (Euphorbia pulcherrima). 19 ноября 1959 года Дендробиум фаленопсис был выбран официальной эмблемой штата Квинсленд.